# Santuari de la Mare de Déu dels Àngels de la Petja
|  | No s'ha de confondre amb l'església de la Mare de Déu dels Àngels de la Petja.. |

El Santuari de la Mare de Déu dels Àngels de la Petja és un edifici religiós del municipi de Tortosa (Baix Ebre). Es tracta de tot un recinte, de planta rectangular irregular, situat sobre un petit turó contigu a l'antic camí de Tarragona, després de sortir de la zona de la Lloma i des de la que es domina bona part de la vall de l'Ebre. El recinte està format per diferents edificacions, ocupant un total de 362,5 m², entre les quals destaca l'església (132,5 m² de superfície) i la casa rectoral, amb la torre de defensa inclosa, (230 m2) situada al costat dret d'aquella (la torre de defensa es troba al lateral dret). A la part posterior hi ha uns petits cossos adossats, tant a l'església com a la torre). És un edifici protegit com a bé cultural d'interès local.

## Descripció
El punt clau del conjunt és l'església, de planta rectangular. Està molt refeta. De la primitiva església encara conserva la porta principal ogival i la part superior d'una finestra ogival situada a la part alta de la façana principal, formada per un cercle lobulat i dues ogives inferiors. L'estructura bàsica de l'església obeeix a una petita nau sense capelles, coberta a doble vessant i reforçada per dos grans contraforts laterals, de construcció actual, que serveix de base d'un gran arc apuntat.
La llum penetra per dues finestres situades al mur lateral esquerre i per la petita finestra de la façana principal. Cal destacar la tribuna a un interior totalment refet amb pintura mural a la capçalera. Hi ha un atri i una espadanya. La porta principal del Santuari és una porta de pedra ogival situada a la façana principal del santuari. L'arc está compost per unes gran dovelles i una clau. També trobem motius escultòrics vegetals o florals.

## Història
Església construïda per ordre del canonge de la catedral de Tortosa, Guerau de Montbrú, el 1378, a una propietat seva on ja existia una torre de defensa i vigilància i una petita casa. De seguida se la va proveir d'un capellà, que vivia allà. Aquesta església era anomenada Santa Maria de la Petja. El 1642 i 1648 va patir les conseqüències dels setges de Tortosa. També va allotjar al príncep d'Orleans. Fou reconstruïda l'any 1789, encara que les Guerres Napoleòniques tornaren a afectar-la amb més destrosses. Hi ha uns Goigs en castellà del 1790. Des del 1860 es converteix en església coadjutora de Nostra Senyora dels Àngels de la Petja, sufragània de la catedral de Tortosa. El 1904 pren el títol de parròquia fins al 1922. Destruïda el 1936, és refeta posteriorment en diferents ocasions, destacant la reconstrucció realitzada entre 1978 i 1982. A l'arc del portal principal del Santuari hi ha un escut idèntic a la làpida d'un Nicolau de Montbrú. Així, diferents membres de la familia Montbrú tingueren relació directa amb Tortosa com sobretot Guerau de Montbrú.